# Мікаель Альмебек
Мікае́ль Альмебе́к (швед. Michael Almebäck; нар. 4 квітня 1988, Стокгольм) — шведський футболіст, захисник бельгійського клубу «Брюгге».
Насамперед відомий виступами за шведські клуби «Броммапойкарна» та «Еребру», а також національну збірну Швеції.

## Клубна кар'єра
У дорослому футболі дебютував 2006 року виступами за команду клубу «Броммапойкарна», в якій провів два сезони, взявши участь у 22 матчах чемпіонату.
Своєю грою за цю команду привернув увагу представників тренерського штабу клубу «Еребру», до складу якого приєднався 2009 року. Відіграв за команду з Еребру наступні два сезони своєї ігрової кар'єри. Більшість часу, проведеного у складі «Еребру», був основним гравцем захисту команди.
До складу клубу «Брюгге» приєднався 2011 року. Наразі встиг відіграти за команду з Брюгге 18 матчів в національному чемпіонаті.

## Виступи за збірні
Протягом 2009—2010 років залучався до складу молодіжної збірної Швеції. На молодіжному рівні зіграв у 9 офіційних матчах.
2010 року дебютував в офіційних матчах у складі національної збірної Швеції. Наразі провів у формі головної команди країни 4 матчі.